# Kanton Asnières-sur-Seine-Sud
Kanton Asnières-sur-Seine-Sud (fr. Canton d'Asnières-sur-Seine-Sud) je francouzský kanton v departementu Hauts-de-Seine v regionu Île-de-France. Tvoří ho pouze jižní část města Asnières-sur-Seine.